# Blowback atrasado
Blowback atrasado é um sistema de operação de armas de fogo semelhante ao blowback simples, mas  capaz de lidar com as pressões elevadas de disparos de rifle. Ele usa uma operação mecânica que atrasa a abertura do ferrolho por uma fração de segundo quando se dispara, até que a bala deixe o cano da arma e permita o escape de gases, reduzindo a pressão que escapará pelo ferrolho a níveis seguros.

## Exemplos

#### Blowbackatrasado por alavanca
Neste sistema, o ferrolho tem uma alavanca que retarda a abertura do ferrolho, mas acelera o transportador de ferrolho. A metralhadora AA52 e o FAMAS usam esta operação.

#### Blowbackatrasado por roldana
Neste sistema, o ferrolho tem duas roldanas que saem de ambos os lados do ferrolho que fecha a câmara. O rifle de assalto Sturmgewehr 45, Heckler & Koch MP5 e a metralhadora Calico usam esta operação.

#### Blowbackatrasado por gás
Esse sistema, não deve ser confundido com operação à gás. O ferrolho nunca é travado e, portanto, é empurrado para trás pelos gases propulsores em expansão, como em outros projetos baseados em blowback. No entanto, os gases propulsores são expelidos do cano para um cilindro com um pistão que atrasa a abertura do ferrolho. Foi usado por alguns modelos alemães da Segunda Guerra Mundial para o cartucho 7.92×33mm Kurz, incluindo o rifle Volkssturmgewehr (com pouca eficácia) e o Grossfuss Sturmgewehr (com um pouco mais de eficiência), e após a guerra pelas pistolas: Heckler & Koch P7, Walther CCP, Steyr GB e M-77B.

#### Blowbackativado por espoleta
Neste sistema, quando a arma dispara, a espoleta move o pino de disparo para trás para desbloquear o ferrolho. Os Garand Modelo 1919 e Postnikov APT usam esta operação.